# Johann-Peter Eckermann
Johann-Peter Eckermann (Winsen, 21 settembre 1792 – Weimar, 3 dicembre 1854) è stato un poeta, critico letterario tedesco, noto prevalentemente per le sue Conversazioni con Goethe.

## Biografia
Proveniente da una famiglia povera (il padre era commerciante ambulante) dell'Elettorato di Hannover, poi diventato Germania, fece il volontario (1813-14) durante le guerre napoleoniche, per poi diventare segretario e studiare in età non più giovanissima (nel 1817) al ginnasio e poi all'Università Georg-August di Gottinga, che però abbandonò nel 1822 dopo un anno di studi di giurisprudenza.
Divenne amico di Johann Wolfgang von Goethe, dopo avergli mandato in lettura un saggio (Beiträge zur Poesie mit besonderer Hinweisung auf Goethe, 1823). Quindi si trasferì a Weimar (allora in Prussia), dove si mantenne facendo il precettore (per qualche anno anche del figlio del granduca).
Le sue poesie (Gedichte, 1821) non gli diedero la fama sperata, ma incontrò spesso Goethe, diventandone una sorta di assistente volontario. La cronaca delle loro conversazioni, attenta e preziosa, ma qualche volta poco obiettiva (per entusiasmo verso il poeta), si riversò nei tre volumi delle Gespräche mit Goethe in den letzten Jahren seines Lebens (1836-48) è divenuta la sua opera più nota, vero e proprio riferimento per gli studi sul poeta, che riportano i loro incontri fin dal 1828.
Nel 1830 fece un viaggio in Italia per accompagnare il figlio di Goethe, August (1789-1830). Nel 1838 venne fatto consigliere del granduca e bibliotecario di corte.
Curò l'edizione delle opere postume (Nachgelassene Schriften, 1832–33) e aiutò Friedrich Wilhelm Riemer a preparare la prima edizione delle opere complete (40 volumi, 1839-40) di Goethe.
Sposò tale Johanna Bertram (pare su indicazioni dello stesso Goethe) che morì nel 1834 dando alla luce il piccolo Johann Friedrich Wolfgang. Nel 1844 dovette fuggire all'estero per debiti, ma due anni dopo poté rientrare perché il granduca mise in pace i creditori.
Morì all'età di 62 anni a Weimar e fu sepolto nello stesso cimitero storico dove riposano Goethe, Charlotte von Stein e l'altro curatore, il filologo Friedrich Wilhelm Riemer.